# Veliki transport
Veliki transport je jugoslovanski akcijsko-dramski vojni film iz leta 1983, ki ga je režiral Veljko Bulajić in zani napisal tudi scenarij skupaj z Donaldom R. Boyleom in Arsenom Diklićem. V glavnih vlogah nastopajo James Franciscus, Steve Railsback, Robert Vaughn, Helmut Berger in Edward Albert. Zgodba je postavljena v čas druge svetovne vojne maja 1943, ko se partizanski štab v Vojvodini odloči poslati okrepitve v vzhodno Bosno. Na nevarno pot se odpravi več kot tisoč prostovoljcev, ki tovorijo hrano, oblačila in medicinsko opremo, vodi jih Pavle Paroški (Railsback), ob njem potujejo tudi njegovo dekle Dunja (Dragana Varagić), zdravnik Emil Kovač (Vaughn) in britanski major Mason (Franciscus) z radijskim operaterjem Dannyjem (Albert).
Film je bil premierno prikazan 4. julija 1983 v jugoslovanskih kinematografih. Bulajić je poskusil ustvariti nov epski film po uspehu njegove Bitke na Neretvi, toda film je bil neuspešen pri gledalcih in je naletel na slabe kritike, ki so ga označili za anahronizem, posebej v gospodarski situaciji Jugoslavije v 1980-tih. Njegov neuspeh je pomenil konec obdobja jugoslovanskih epskih partizanskih filmov. Vseeno je bil izbran za jugoslovanskega kandidata za oskarja za najboljši tujejezični film na 56. podelitvi, toda ni prišel v ožji izbor.

## Vloge
- James Franciscus kot major John Mason
- Steve Railsback kot Pavle Paroški
- Robert Vaughn kot dr. Emil Kovač
- Helmut Berger kot polkovnik Glassendorf
- Edward Albert kot Danny Owens
- Joseph Campanella kot nemški major
- Bata Živojinović kot Kosta
- Dragana Varagić kot Dunja
- Zvonko Lepetić kot Baća
- Ljiljana Blagojević kot Dragana
- Tihomir Arsić kot Jocika
- Dragomir Felba kot Tima
- Dragan Bjelogrlić kot Bora
- Dušan Janićijević kot poveljnik Miloš